# Вовчанчин, Игорь Ярославович
Иго́рь Петрович Вовча́нчин (род. 8 июня 1973 года, с. Феськи, Золочевского района, Харьковськой обл, Украинской ССР) — профессиональный украинский кикбоксер и боец смешанного стиля, чемпион мира по кикбоксингу по версии IAKSA, победитель и призёр многих турниров смешанных боевых искусств. В период с 1996 по 2000 год Вовчанчин провёл 38 боёв без поражений. Всего Игорь Вовчанчин провёл 67 профессиональных боёв по правилам ММА из которых в 56 одержал победу.
На сегодняшний день, завершив спортивную карьеру, Игорь Вовчанчин не прекратил свои отношения с миром спорта: он является президентом промоутерской компании «Честь воина» и соорганизатором одноимённого проекта турниров «Честь Воина», вице-президентом Украинской ассоциации боевых искусств «Ориентал», занимается благотворительностью (руководит благотворительным фондом Игоря Вовчанчина) в области спорта.

## Ранние годы
Вовчанчин родился 8 июня 1973 года в с. Феськи, Золочевского района, Харьковской области. Многие лично знавшие Игоря отмечают, что в детстве он был драчуном и не отличался сдержанным характером. Сам Игорь говорил, что с детства любил драться и был «шкодным и немного хулиганом». При этом успеваемость Вовчанчина по предметам обучения в школе была на хорошем уровне. Любимыми предметами Игоря были физкультура и труд.

## Спортивная карьера

### Первые годы
Вовчанчин начал спортивную карьеру в лёгкой атлетике, после чего занимался боксом (тренер — Олег Ермаков), став кандидатом в мастера спорта, а затем перешёл в кикбоксинг, где добился первых серьёзных успехов, компенсируя невысокий для кикбоксера рост за счёт выдающейся силы и скорости ударов. В 1993 году в Дании Игорь Вовчанчин завоевал титул чемпиона мира по кикбоксингу (фуллконтакт) по версии IAKSA.
В 1995 году Вовчанчин дебютировал в MMA (от англ. Mixed Martial Arts) на турнире «Честь воина» в Харькове. Нокаутировав первых двух соперников, Игорь проиграл третий бой болевым приёмом «рычаг колена». После этого он начал изучать борцовскую технику.
В ноябре Вовчанчин участвовал в московском турнире под эгидой International Absolute Fighting Council (IAFC). Для попадания в основную сетку ему пришлось победить в трёх поединках, причём второй и третий были с одним и тем же противником — бразильцем Эдилсоном Лимой.
В первом поединке с Лимой Вовчанчин на исходе первой минуты нокаутировал лежащего на спине бразильца так называемым «футбольным» ударом ногой (англ. soccer kick). Однако секунданты Лимы оспорили результат, апеллируя к тому, что удары ногами лежащего соперника запрещены. Судьи согласились с такими доводами и назначили немедленный повторный поединок. Вовчанчин выиграл и его, сломав бразильцу нос ударом рукой на второй минуте.
В четвёртом бою того вечера Вовчанчину противостоял опытный борец Михаил Илюхин, который в итоге заставил его сдаться, подкрепив удушающий приём нажатием подбородка в глаз Игорю, что противоречило правилам, но результат остался неизменным.
1996 год начался с участия Вовчанчина в январском турнире «Мистер Силач Сэкай». Это был один из первых турниров по смешанным единоборствам, проходивший на постсоветском пространстве. На арене цирка, где проводились соревнования, Игорь последовательно нокаутировал Николая Яцука, Сергея Бондаровича, Романа Тикунова и завоевал титул чемпиона.
В конце марта Вовчанчин участвовал в турнире «Битва в Киеве». Во всех поединках ему противостояли американские атлеты, значительно превосходившие Игоря в росте и весе. В частности, его соперник по четвертьфиналу Фред Флойд был более, чем на 60 кг тяжелее. Однако Вовчанчин сумел одержать досрочные победы во всех поединках.
В начале мая 1997 года Вовчанчин провёл в Москве 35-минутный супербой с бразильцем Леонардо Кастелло, завершившийся ничьей. После этого он принял участие в первом этапе турнира по саньда под названием «Кубок звёзд», проходившем в Одессе. Для Вовчанчина соревнования прошли неудачно: он выиграл два боя, но сломал руку и от участия во втором этапе отказался.
Затем Игорь участвовал в турнире в ночном клубе «Пилот». В первом бою он множественными лоукиками заставил капитулировать Василия Кудина. В полуфинале Игорь должен был встретиться с Игорем Герусом, но тот снялся из-за травмы. В финал также вышел Михаил Аветисян, проведший до этого 30-минутный полуфинальный поединок с Мензиковым. Аветисян тоже снялся с турнира, и победа в финале была присуждена Вовчанчину.
После этого Игорь улетел в Израиль для участия в турнире по панкратиону. В полуфинале Вовчанчин вновь победил Михаила Аветисяна, а в финале сломал нос ударом головой американцу Нику Наттеру, вынудив того сдаться.
1998 год Вовчанчин начал с участия в международном турнире по Вале Тудо в Бразилии. В день прибытия он сильно обгорел на солнце, но на его счастье организаторы перенесли начало турнира на несколько дней. Вовчанчин выиграл три боя, причём в последнем — финальном — он вновь нокаутировал Наттера. Наблюдая за его тактикой, Игорь определил, что американец всё время пытается совершить «проход в ноги». Так произошло и в финале: с ударом гонга Наттер ринулся вперёд и нарвался на удар коленом, который решил исход поединка уже на первых секундах, принеся Вовчанчину титул чемпиона мира по Вале Тудо.
Впоследствии Игорь ещё дважды участвовал в таких чемпионатах, одержав победы в обоих схватках. При этом во второй раз ему противостоял Эдсон Карвалью. Вовчанчин агрессивно атаковал и наносил жёсткие и точные удары, раз за разом открывая всё новые рассечения на залитом кровью лице бразильца, но поединок долго не останавливали. По словам Игоря, это делалось намеренно, так как публика не любила Карвалью и желала видеть его избиение.

### Выступления в Pride
В 1998 году состоялся дебют Вовчанчина в «Pride Fighting Championships». На турнире PRIDE 4 ему противостоял канадский кикбоксер и армрестлер Гари Гудридж. Оба бойца предпочитали ударные действия в стойке (хотя Гудридж и провёл пару удачных тейкдаунов). На 11-й минуте первого раунда двумя хуками слева Вовчанчин отправил противника в нокаут.
В апреле 1999 года Вовчанчину противостоял японец Акира Сёдзи. Бой прошёл преимущественно в стойке, где Игорь уверенно превосходил противника, однако так и не смог завершить поединок досрочно, выиграв по итогам двух десятиминутных раундов единогласным решением судей. В следующем бою Вовчанчин одолел чемпиона турнира по Вале Тудо бразильца Карлeса Баррету, показав хорошую защиту от попыток оппонента перевести схватку на настил ринга.
В мае 1999 года Вовчанчину противостоял американский борец Марк Керр, отметившийся успешными выступлениями в UFC и на престижных соревнованиях по грэпплингу ADCC. В первом раунде Керр открыл у Вовчанчина рассечение возле правого глаза и пытался использовать граунд-энд-паунд. Второй раунд прошёл под диктовку Вовчанчина, который уверенно доминировал в стойке, и в конце концов нокаутировал стоящего на четвереньках оппонента серией из ударов коленями в голову. Игорь был объявлен победителем, но вскоре результат был аннулирован и бой был признан несостоявшимся из-за того, что удары коленями в голову в партере были запрещены новой редакцией правил, принятой незадолго до поединка.
В следующем бою, проведённом спустя два месяца, Вовчанчин нокаутировал бразильца Франсиско Буэно на второй минуте первого раунда. Этот нокаут считается одним из самых жёстких за всю историю MMA.

#### Гран-при 2000 года
К началу 2000 года Игорь Вовчанчин стал считаться одним из ведущих бойцов в Pride. Неудивительно, что его пригласили для участия в Гран-при 2000 года.
30 января Вовчанчин победил решением японского прореслера Александра Оцуку и таким образом завоевал путёвку в финальную часть турнира, которая прошла в конце мая.
Турнир предполагал проведение всех финальных боёв за один вечер. В четвертьфинале Вовчанчину противостоял Гудридж, который вновь был побеждён нокаутом. В полуфинале против Игоря вышел Кадзуси Сакураба, проведший до этого беспрецедентный в истории MMA 90-минутный бой с Ройсом Грейси. Вовчанчин уверенно доминировал, но так и не смог за время первого раунда завершить поединок досрочно. После перерыва секунданты Сакурабы выбросили полотенце.
Таким образом, в финал турнира вышли Вовчанчин и американец Марк Коулмен, которому не пришлось биться в полуфинале, потому что его противник — Кадзуюки Фудзита — получил травму в предыдущем поединке и сдался Коулмену сразу же после удара гонга. Это давало американцу преимущество перед измотанным 15-минутным противостоянием с Сакурабой Вовчанчиным.
Коулмен, бывший борец вольного стиля, совершал проходы в ноги, валил Вовчанчина на настил и атаковал мощными ударами сверху. Несмотря на то, что американец был активен и доминировал, он не смог за время, отведённое первому раунду, заставить украинца признать поражение. Однако во втором в одном из эпизодов борьбы в партере Коулмен смог занять удобную позицию и начал наносить удары коленом в голову Вовчанчина, который был вынужден признать поражение.

#### Дальнейшая карьера
После финала Гран-при Вовчанчин одержал три победы подряд и получил возможность вновь встретиться с Керром в декабре 2000 года на Pride 12. Два раунда не выявили победителя, и был назначен дополнительный, по итогам которого Вовчанчину была присуждена победа единогласным решением.
Дальнейшая карьера Игоря в Pride развивалась с переменным успехом: победы сменялись поражениями. В сентябре 2002 года на Pride 12 Вовчанчин встречался с американцем Куинтоном Джексоном. Этот бой запомнился болельщикам курьёзным случаем. Перед боем Джексон передал Вовчанчину записку от матери, в которой содержалась просьба не бить её сына. Однако Вовчанчин не владел английским языком и просто передал бумажку секунданту, узнав о содержании уже после боя, который он проиграл техническим нокаутом из-за травмы.
Следующим значимым поединком в карьере Вовчанчина была схватка с хорватским кикбоксером Мирко «Кро Копом» Филипповичем в августе 2003 года. Победа в этом бою открывала путь к поединку за вакантный титул чемпиона против Антонио Родригу Ногейры. Вовчанчин был тяжело нокаутирован «коронным» ударом Филипповича — ударом левой ногой в голову.

#### Переход в средний вес и завершение карьеры
Одержав ряд побед в 2004 году, в 2005 Вовчанчин перешёл в среднюю весовую категорию. На вопрос о причинах он ответил, что это его нормальный вес.
Вовчанчин был приглашён для участия в Гран-при 2005 года, и в 1/16 финала ему противостоял опытный японский боец Юки Кондо, который в интервью перед боем сказал, что собирается победить используя и ударную, и борцовскую техники. Но в реальности всё сложилось иначе: Вовчанчин контролировал ход поединка и закономерно победил единогласным решением судей. Однако уже на следующей стадии он выбыл из борьбы, сдавшись от удушающего приёма, проведённого Алистаром Оверимом.
Тем не менее, Вовчанчин получил шанс стать запасным бойцом в финальной части турнира. Для этого ему было необходимо победить японца Кадзухиро Накамуру в августе 2005 года. Но по итогам двух раундов Накамура был признан победителем единогласным решением. Этот бой стал последним в карьере Вовчанчина, заявившем после о завершении карьеры.

### K-1
В 1999 году Вовчанчин провёл свой единственный бой по правилам K-1 против будущего победителя Гран-при Эрнесто Хоста из Нидерландов. Первые два раунда проходили по одной и той же схеме: превосходивший Вовчанчина почти на 20 см Хост наносил лоукик, Игорь принимал его на переднюю ногу, захватывал рукой, а другой наносил удар, отправляя голландца на настил. Впрочем, видимого вреда эти удары не наносили, в то время как Вовчанчин всё больше начинал прихрамывать. В третьем раунде из-за боли в ноге Игорь не мог твёрдо стоять, и каждый удар Хоста ронял его. После третьего нокдауна Вовчанчину было засчитано поражение техническим нокаутом.

### Титулы и достижения
- Чемпион мира по кикбоксингу IAKSA (1993)
- Победитель турнира «Мистер Силач Сэкай» (1996)
- Победитель турнира «Украинский Восьмиугольник» (1996)
- Победитель турнира «Битва в Киеве» (1996)
- Победитель Открытого Кубка России IAFC (1997)
- Победитель Кубка мира по панкратиону IAFC (1997)
- Чемпион мира по Вале Тудо (1998)
- Финалист мирового Гран-при Pride (2000)

### Таблицы выступлений

#### Смешанные единоборства
| Результат    | Рекорд    | Соперник              | Способ                                               | Турнир                                               | Дата             | Раунд | Время | Место     | Примечание |
| ------------ | --------- | --------------------- | ---------------------------------------------------- | ---------------------------------------------------- | ---------------- | ----- | ----- | --------- | --- |
| Поражение    | 56-10 (1) | Кадзухиро Накамура    | Единогласное решение                                 | PRIDE Final Conflict 2005                            | 28 августа 2005  | 2     | 5:00  | Сайтама   | |
| Поражение    | 56-9 (1)  | Алистар Оверим        | Удушающий приём («гильотина»)                        | PRIDE Critical Countdown 2005                        | 26 июня 2005     | 1     | 1:20  | Сайтама   | Четвертьфинал гран-при Pride 2005 в среднем весе                                                                                          |
| Победа       | 56-8 (1)  | Юки Кондо             | Единогласное решение                                 | PRIDE Total Elimination 2005                         | 23 апреля 2005   | 3     | 5:00  | Осака     | 1/16 финала гран-при Pride 2005 в среднем весе                                                                                            |
| Победа       | 55-8 (1)  | Ёсики Такахаси        | Нокаут                                               | PRIDE 29 — Fists Of Fire                             | 20 февраля 2005  | 1     | 1:10  | Сайтама   | |
| Победа       | 54-8 (1)  | Сергей Терезимов      | Болевой приём (узел пятки)                           | Вода Пересвета                                       | 4 декабря 2004   | 1     | 1:35  | Киев      | |
| Победа       | 53-8 (1)  | Кацухиса Фудзии       | Нокаут (удары)                                       | PRIDE Bushido 5                                      | 14 октября 2004  | 1     | 4:02  | Осака     | |
| Победа       | 52-8 (1)  | Дэн Бобиш             | Технический нокаут (удары)                           | PRIDE 27 — Inferno                                   | 1 февраля 2004   | 2     | 1:45  | Осака     | |
| Поражение    | 51-8 (1)  | Мирко Филиппович      | Нокаут (хайкик)                                      | PRIDE Total Elimination 2003                         | 10 августа 2003  | 1     | 1:29  | Сайтама   | |
| Победа       | 51-7 (1)  | Боб Схрейбер          | Удушающий приём (удушение сзади)                     | It’s Showtime — Amsterdam Arena                      | 23 июня 2003     | 2     | 4:05  | Амстердам | |
| Поражение    | 50-7 (1)  | Куинтон Джексон       | Травма                                               | PRIDE 22 — Beasts From The East 2                    | 29 сентября 2002 | 1     | 7:17  | Нагоя     | |
| Поражение    | 50-6 (1)  | Хит Херринг           | Единогласное решение                                 | PRIDE 19 — Bad Blood                                 | 24 февраля 2002  | 3     | 5:00  | Сайтама   | |
| Победа       | 50-5 (1)  | Валентейн Оверем      | Болевой приём (узел пятки)                           | PRIDE 18 — Cold Fury 2                               | 23 декабря 2001  | 1     | 4:35  | Фукуока   | |
| Победа       | 49-5 (1)  | Рикардас Роцевичус    | Технический нокаут (лоукики)                         | Rings Lithuania — Bushido Rings 3                    | 10 ноября 2001   | 2     | N/A   | Вильнюс   | |
| Поражение    | 48-5 (1)  | Марио Сперри          | Удушающий приём «Треугольник» (руками)               | PRIDE 17 — Championship Chaos                        | 3 ноября 2001    | 1     | 2:52  | Токио     | |
| Победа       | 48-4 (1)  | Масааки Сатаке        | Единогласное решение                                 | PRIDE 15 — Raging Rumble                             | 29 июля 2001     | 3     | 5:00  | Сайтама   | |
| Победа       | 47-4 (1)  | Гилберт Ивел          | Удушающий приём                                      | PRIDE 14 — Clash of the Titans                       | 27 мая 2001      | 1     | 1:52  | Иокогама  | |
| Поражение    | 46-4 (1)  | Трей Теллигман        | Решение судей                                        | PRIDE 13 — Collision Course                          | 27 марта 2001    | 3     | 5:00  | Сайтама   | |
| Победа       | 46-3 (1)  | Марк Керр             | Решение судей                                        | PRIDE 12 — Cold Fury                                 | 9 декабря 2000   | 3     | 5:00  | Сайтама   | |
| Победа       | 45-3 (1)  | Нобухико Такада       | Сдача (удары)                                        | PRIDE 11 — Battle of the Rising Sun                  | 31 октября 2000  | 2     | 3:17  | Осака     | |
| Победа       | 44-3 (1)  | Энсон Иноуэ           | Технический нокаут (удары)                           | PRIDE 10 — Return of the Warriors                    | 27 августа 2000  | 1     | 10:00 | Токио     | |
| Победа       | 43-3 (1)  | Дайдзиро Мацуи        | Технический нокаут (рассечение)                      | PRIDE 9 — New Blood                                  | 4 августа 2000   | 1     | 5:03  | Нагоя     | |
| Поражение    | 42-3 (1)  | Марк Коулмен          | Сдача (удары коленями)                               | PRIDE Grand Prix 2000 Finals                         | 1 мая 2000       | 2     | 3:09  | Токио     | Финал гран-при Pride 2000 |
| Победа       | 42-2 (1)  | Кадзуси Сакураба      | Технический нокаут (остановка боя секундантом)       | PRIDE Grand Prix 2000 Finals                         | 1 мая 2000       | 1     | 15:00 | Токио     | Полуфинал гран-при Pride 2000 |
| Победа       | 41-2 (1)  | Гари Гудридж          | Технический нокаут (удары)                           | PRIDE Grand Prix 2000 Finals                         | 1 мая 2000       | 1     | 10:14 | Токио     | Четвертьфинал гран-при Pride 2000 |
| Победа       | 40-2 (1)  | Александр Оцука       | Решение судей                                        | PRIDE Grand Prix 2000 Opening Round                  | 30 января 2000   | 1     | 15:00 | Токио     | 1/8 финала гран-при Pride 2000 |
| Победа       | 39-2 (1)  | Франсиско Буэно       | Нокаут (удары)                                       | PRIDE 8                                              | 21 ноября 1999   | 1     | 1:23  | Токио     | |
| Не состоялся | 38-2 (1)  | Марк Керр             | Не состоялся                                         | PRIDE 7                                              | 12 сентября 1999 | 2     | 4:36  | Иокогама  | Победа была присуждена Вовчанчину, но из-за использованных им запрещённых ударов коленом в голову лежащего бой был признан несостоявшимся |
| Победа       | 38-2      | Карлус Баррету        | Раздельное решение                                   | PRIDE 6                                              | 4 июля 1999      | 3     | 5:00  | Иокогама  | |
| Победа       | 37-2      | Вепчо Барданашвили    | Удушающий приём                                      | InterPride 1999 — Heavyweight Final                  | 8 мая 1999       | 1     | 0:00  | Харьков   | |
| Победа       | 36-2      | Владимир Солодовник   | Техническим нокаутом (удары)                         | InterPride 1999 — Heavyweight Final                  | 8 мая 1999       | 1     | 0:00  | Харьков   | |
| Победа       | 35-2      | Акира Сёдзи           | Единогласное решение                                 | PRIDE 5                                              | 29 апреля 1999   | 2     | 10:00 | Нагоя     | |
| Победа       | 34-2      | Эдсон Карвалью        | Технический нокаут                                   | World Vale Tudo Championship 7                       | 2 февраля 1999   | 1     | 03:16 | Бразилия  | |
| Победа       | 33-2      | Алоизио Фрейтас Нетто | Сдача (удары)                                        | World Vale Tudo Championship 6                       | 1 ноября 1998    | 1     | 07:26 | Бразилия  | |
| Победа       | 32-2      | Гари Гудридж          | Технический нокаут (удары)                           | PRIDE 4                                              | 11 октября 1998  | 1     | 05:58 | Токио     | |
| Победа       | 31-2      | Ник Наттер            | Нокаут (удар коленом)                                | World Vale Tudo Championship 5                       | 3 февраля 1998   | 1     | 00:14 | Ресифи    | Выиграл чемпионат мира по Вале Тудо |
| Победа       | 30-2      | Элиас Родригес        | Сдача (удары)                                        | World Vale Tudo Championship 5                       | 3 февраля 1998   | 1     | 10:35 | Ресифи    | |
| Победа       | 29-2      | Тулио Пальярес        | Сдача (удары)                                        | World Vale Tudo Championship 5                       | 3 февраля 1998   | 1     | 5:35  | Ресифи    | |
| Победа       | 28-2      | Ник Наттер            | Сдача (удары)                                        | IAFC — 1st Absolute Fighting World Cup Pankration    | 12 ноября 1997   | 1     | 24:42 | Тель-Авив | Выиграл турнир |
| Победа       | 27-2      | Михаил Аветисян       | Решение судей                                        | IAFC — 1st Absolute Fighting World Cup Pankration    | 12 ноября 1997   | 1     | 35:00 | Тель-Авив | |
| Победа       | 26-2      | Валерий Плиев         | Сдача (удары)                                        | IAFC — 1st Absolute Fighting World Cup Pankration    | 12 ноября 1997   | 1     | 7:13  | Тель-Авив | |
| Победа       | 25-2      | Юрий Мильдзихов       | Техническим нокаутом (Forfeit)                       | IAFC - Absolute Fighting Russian Open Cup 3          | 29 августа 1997  | 1     | N/A   | Донецк    | |
| Победа       | 24-2      | Игорь Герус           | Технический нокаут (травма)                          | IAFC - Absolute Fighting Russian Open Cup 3          | 29 августа 1997  | 1     | N/A   | Донецк    | |
| Победа       | 23-2      | Василий Кудин         | Техническим нокаутом                                 | IAFC: Absolute Fighting Russian Open Cup 3           | 29 августа 1997  | 1     | 9:11  | Москва    | Выиграл IAFC: Absolute Fighting Russian Open Cup 3.                                                                                       |
| Победа       | 22-2      | Димитрий Панфилов     | Техническим нокаутом                                 | COS - Cup of Stars                                   | 23 мая 1997      | 1     | N/A   | Одесса    | Вовчанчин снялся с турнира из-за травмы.                                                                                                  |
| Победа       | 21-2      | Аслан Хамза           | Неопределен                                          | COS - Cup of Stars                                   | 23 мая 1997      | 1     | N/A   | Одесса    | |
| Победа       | 20-2      | Леонардо Кастельо     | Решением (раздельным)                                | IAFC - Absolute Fighting Championship 2 [Day 2]      | 2 мая 1997       | 1     | 35:00 | Москва    | |
| Победа       | 19-2      | Сергей Бондаренко     | Технический нокаут (удары)                           | N/A                                                  | 30 ноября 1996   | 1     | N/A   | Харьков   | |
| Победа       | 18-2      | Игорь Ахмедов         | Сабмишном (удушение)                                 | DNRF - Ukrainian Octagon 2                           | 1 мая 1996       | 0     | 0:00  | Донецк    | |
| Победа       | 17-2      | Джон Диксон           | Сабмишеном (остановка боя ввиду истощения соперника) | IFC 1 — Kombat in Kiev                               | 30 марта 1996    | 1     | 9:10  | Киев      | Победил в турнире «Битва в Киеве» |
| Победа       | 16-2      | Пол Вареланс          | Технический нокаут (удары)                           | IFC 1 — Kombat in Kiev                               | 30 марта 1996    | 1     | 6:20  | Киев      | |
| Победа       | 15-2      | Фред Флойд            | Сдача (удары)                                        | IFC 1 — Kombat in Kiev                               | 30 марта 1996    | 1     | 13:14 | Киев      | |
| Победа       | 14-2      | Матросов Матросов     | Техническим нокаутом (удары)                         | UCMAL - Ukrainian No Rules Championship 1996         | 9 марта 1996     | 1     | 0:00  | Киев      | |
| Победа       | 13-2      | Юрий Жерников         | Техническим нокаутом (удары)                         | UCMAL - Ukrainian No Rules Championship 1996         | 9 марта 1996     | 1     | 0:00  | Киев      | |
| Победа       | 12-2      | Игорь Ахмедов         | Сабмишном (удушение)                                 | UCMAL - Ukrainian No Rules Championship 1996         | 9 марта 1996     | 1     | 0:00  | Киев      | |
| Победа       | 11-2      | Игорь Герус           | Нокаут (удары)                                       | DNRF — Ukrainian Octagon                             | 1 марта 1996     | 1     | 1:41  | Донецк    | Победил в турнире «Украинский Восьмиугольник»                                                                                             |
| Победа       | 10-2      | Сергей Шеремет        | Нокаут (правый апперкот)                             | DNRF — Ukrainian Octagon                             | 1 марта 1996     | 1     | 1:27  | Донецк    | |
| Победа       | 9-2       | Олег Тищенко          | Нокаут (удар)                                        | DNRF — Ukrainian Octagon                             | 1 марта 1996     | 1     | 0:05  | Донецк    | |
| Победа       | 8-2       | Роман Тикунов         | Нокаут (удар)                                        | «Мистер Силач Сэкай»                                 | 23 января 1996   | 1     | 2:21  | Минск     | Победил в турнире «Мистер Силач Сэкай» |
| Победа       | 7-2       | Сергей Бондарович     | Нокаут (удар)                                        | «Мистер Силач Сэкай»                                 | 23 января 1996   | 1     | 2:27  | Минск     | |
| Победа       | 6-2       | Николай Яцук          | Нокаут (удар)                                        | «Мистер Силач Сэкай»                                 | 23 января 1996   | 1     | 1:50  | Минск     | |
| Поражение    | 5-2       | Михаил Илюхин         | Сдача (победа удушающим)                             | IAFC — Absolute Fighting Championship I — Tournament | 25 ноября 1995   | 1     | 6:30  | Москва    | |
| Победа       | 5-1       | Эдилсон Лима          | Технический нокаут (сломан нос)                      | IAFC — Absolute Fighting Championship I — Tournament | 25 ноября 1995   | 1     | 1:51  | Москва    | |
| Победа       | 4-1       | Эдилсон Лима          | Нокаут                                               | IAFC — Absolute Fighting Championship I — Tournament | 25 ноября 1995   | 1     | 0:56  | Москва    | |
| Победа       | 3-1       | Сергей Акинин         | Технический нокаут (сломана рука)                    | IAFC — Absolute Fighting Championship I — Tournament | 25 ноября 1995   | 1     | 2:40  | Москва    | |
| Поражение    | 2-1       | Андрей Беседин        | Болевой приём (рычаг колена)                         | UCMAL — Warrior’s Honour 1                           | 14 октября 1995  | 1     | 1:12  | Харьков   | |
| Победа       | 2-0       | Сергей Бондарович     | Технический нокаут (удары)                           | UCMAL — Warrior’s Honour 1                           | 14 октября 1995  | 1     | 0:18  | Харьков   | |
| Победа       | 1-0       | Александр Мандрик     | Сдача (удары)                                        | UCMAL — Warrior’s Honour 1                           | 14 октября 1995  | 1     | 3:06  | Харьков   | |

#### K-1
| Рекорд | Дата         | Соперник     | Турнир        | Способ                          | Раунд | Время | Место проведения |
| ------ | ------------ | ------------ | ------------- | ------------------------------- | ----- | ----- | ---------------- |
| 0-1    | 18 июля 1998 | Эрнесто Хост | K-1 Dream '99 | Технический нокаут (3 нокдауна) | 3     | 0:51  | Нагоя            |

## После завершения карьеры
Завершив карьеру, Игорь Вовчанчин сосредоточился на ресторанном бизнесе в родном Харькове. Несмотря на появившиеся в некоторых СМИ слухи о его возвращении на профессиональный ринг, категорически их опроверг, указав причиной травму правой руки. Тем не менее, он продолжает тренироваться сам, а также тренирует молодых ребят.
В 2005 вышел сериал «Высшая мера», в котором Игорь Вовчанчин снялся в эпизодической роли бойца в ринге.

## Личная жизнь
Вовчанчин женат и у него есть дочь по имени Злата.
Увлекается байкингом, сотрудничает с харьковским байк-клубом «Street Warriors».